# وحید احمدی
وحید احمدی (زاده ۱۳۳۲ در هرسین) است. او نمایندهٔ دورهٔ سوم، نهم و دوازدهم مجلس شورای اسلامی از حوزه انتخابیه کنگاور، صحنه و هرسین از استان کرمانشاه و هم اکنونی عضو کمیسیون امنیت ملی و سیاست خارجی مجلس شورای اسلامی است. وحید احمدی همچنین از سال ۱۳۸۵ الی ۱۳۸۷ سفیر ایران در کشور مراکش بوده است. او همچنین از اعضای هیئت امنای دانشگاه آزاد اسلامی واحد کرمانشاه است.

## زندگی
وحید احمدی، زاده ۱۳۳۲ در هرسین و فرزند خداکرم احمدی است. او تحصیلات خود را تا سطح دو حوزوی در مدرسه فیضیه شهر قم سپری نمود و کارشناسی‌ارشد حقوق جزا و جرم‌شناسی و دکتری فقه و مبانی حقوق اسلامی خود را نیز از دانشگاه آزاد اسلامی واحد شهر مشهد اخذ کرد.

## کارنامه سیاسی

### دوره سوم مجلس شورای اسلامی
وحید احمدی در رقابت با دیگر کاندیداهای انتخابات دوره سوم مجلس شورای اسلامی از حوزه انتخابیه کنگاور، صحنه و هرسین در استان کرمانشاه برگزیده شده و به مجلس شورای اسلامی راه یافت. او در این دوره موفق به کسب ۵۷ هزار و ۱۴۹ رأی معادل ۵۳٫۸۰ درصد کل آرای حوزه انتخابیه کنگاور، صحنه و هرسین در استان کرمانشاه شده بود. وحید احمدی هم زمان با حضور در دوره سوم مجلس شورای اسلامی به استخدام  وزارت امور خارجه درآمده است.

### حضور در وزارت خارجه
وحید احمدی هم زمان با حضور در دوره سوم مجلس شورای اسلامی به استخدام  وزارت امور خارجه درآمده است. او در مدت زمان حضورش در وزارت خارجه، در کسوت دبیر شورای فرهنگی وزارت امور خارجه، معاونت پارلمانی وزارت خارجه، مدیرکل گزینش وزارت امور خارجه، بازرس ناظر سفارتخانه‌های ایران در خارج کشور و سفیر ایران در کشور مراکش فعالیت کرده است.

### سفیر ایران در مراکش
وحید احمدی از سال ۱۳۸۵ تا ۲۱ اسفند ۱۳۸۷ به عنوان سفیر ایران در مراکش حضور داشت و پایان خدمت او در این کشور، به دلیل تصمیم دولت مراکش برای کاهش سطح روابط دیپلماتیک خود با ایران رخ داد. دولت مراکش دلیل این اقدام خود را حمایت دولت‌های ایران و الجزایر از جبهه پولیساریو اعلام کرده است. روابط ایران و مراکش از این تاریخ تا ۶ سال بعد که محمدتقی مؤید در سال ۱۳۹۳ به عنوان سفیر به کشور مراکش اعزام شد، قطع بود. مراکش همچنین در سال ۱۳۸۷ و به دنبال قطع یک طرفه روابط خود با ایران، دولت ایران را متهم کرد که برای تغییر در مبانی اساسی هویت مراکش و تضعیف مذهب سنی مالکی این کشور از طریق تبلیغ تشیع توسط مقامات سفارت تلاش می کند که این مطالب از سوی دولت ایران تکذیب شد. قطع روابط مراکش با ایران در سال ۱۳۸۷ مورد حمایت اتحادیه عرب نیز واقع شده بود.

### دوره نهم مجلس شورای اسلامی
وحید احمدی در رقابت با دیگر کاندیداهای انتخابات دوره نهم مجلس شورای اسلامی از حوزه انتخابیه کنگاور، صحنه و هرسین در استان کرمانشاه توانست با کسب ۳۳ هزار و ۹۰ رأی از مجموع ۱۲۹ هزار و ۱۲۹ رأی به عنوان نمایندۀ مردم این حوزۀ انتخاباتی برگزیده شده و به مجلس شورای اسلامی راه یابد. او در این دوره از فعالیت خود در مجلس شورای اسلامی به عضویت کمیسیون امنیت ملی و سیاست خارجی مجلس شورای اسلامی درآمد.
وحید احمدی در این دوره از فعالیت خود به عنوان نمایندۀ حوزه انتخابیه کنگاور، صحنه و هرسین از استان کرمانشاه در ۱۱ مرداد ۱۳۹۱ با کسب ۱۱۰ رأی از مجموع ۲۷۷ رأی مأخوذه به همراه حسن کامران دستجردی به عضویت دبیرخانه دائمی کنفرانس‌های بین‌المللی فلسطین برگزیده شد. او همچنین در این دوره به عنوان رئیس وقت کمیسیون امنیت ملی و سیاست خارجی مجلس شورای اسلامی  با نمایندگان و فرستادگان پارلمان‌های اروپایی و آمریکای لاتین به ایران مانند گروه دوستی پارلمان اسلواکی، نماینده اعزامی پارلمان برزیل، رئیس گروه دوستی پارلمان بلغارستان و مسئولان پارلمان جمهوری چک و برخی دیگر از کشورها، دیدارهای متعددی داشت.

### دوره دوازدهم مجلس شورای اسلامی
وحید احمدی در رقابت با دیگر کاندیداهای انتخابات دوره دوازدهم مجلس شورای اسلامی از حوزه انتخابیه کنگاور، صحنه و هرسین در استان کرمانشاه توانست با کسب ۳۲ هزار و ۵۷۶ رأی معادل ۳۴ درصد آرا از مجموع ۹۱۶ هزار و ۱۰۱ رأی، به عنوان نمایندۀ مردم این حوزۀ انتخاباتی برگزیده شده و به مجلس شورای اسلامی راه یابد. او در این دوره از انتخابات مورد حمایت شورای وحدت نیروهای انقلاب اسلامی بود. احمدی در این دوره از فعالیت خود در مجلس شورای اسلامی به عضویت کمیسیون امنیت ملی و سیاست خارجی مجلس شورای اسلامی درآمد. وحید احمدی در یکی از گفتگوهای خود دربارۀ راه‌های مقابله با تهاجم فرهنگی عنوان کرد: 
«با تمام زحماتی که کشیده شده است اما با آن انتظاری که از حوزه می رود و نیازهای زیادی که جامعه و نظام اسلامی دارد فاصله زیادی داریم؛ ما اگر بخواهیم جامعه خودمان را در مقابل هجمات فکری دشمنان اسلام و انقلاب واکسینه و بیمه کنیم راهی جز عمق بخشی واقعی به اعتقادات دینی مردم نداریم.»
او همچنین در این دوره از فعالیت خود به عنوان نمایندۀ حوزه انتخابیه کنگاور، صحنه و هرسین از استان کرمانشاه، خبر از تخصیص اعتبارات ویژه با هدف رفع مشکلات زیرساختی اماکن مذهبی بخش  بیستون داده است. وحید احمدی همچنین در مواضع خود نسبت به پیامدها و اتفاقات به وقوع پیوسته پس از حمله ۷ اکتبر به رهبری حماس به اسرائیل و عدم انتشار بیانیه‌ای پایانی از جانب نشست سران برخی کشورهای عربی در ریاض دربارۀ وضعیت و آیندۀ غزه، در بیانیۀ تندی اعلام کرد: 
«با نگاهی به روند گذشته می توان دریافت که غالبا سران کشورهای عربی هیچگاه نتوانسته اند به معنای واقعی یار و یاور فلسطینیان باشند... قطعا عدم اراده و بی تفاوتی سران برخی از کشورهای عربی طی سالیان گذشته سبب شده امروزه شاهد وقوع جنایات در غزه باشیم.»
احمدی همچنین در موضعی دیگر در ۱۳ آبان ۱۴۰۳، نیز پاسخ قاطع ایران به حملات اسرائیل را نه تنها یک انتقام بلکه یک حرکت منطقی، حقوقی و بر اساس قوانین بین‌الملل خوانده است.